# 商標法に関するシンガポール条約
商標法に関するシンガポール条約（しょうひょうほうにかんするシンガポールじょうやく、英: Singapore Treaty on the Law of Trademarks、STLT、商標法シンガポール条約、シンガポール条約）は、2006年3月27日にシンガポールで採択された商標出願手続の国際的な制度調和と簡素化を図るための条約である。
条約の管理は世界知的所有権機関 (WIPO) が行っている。

## 概要
商標出願手続の国際調和及び簡素化のための条約としては、1994年10月に作成された商標法条約 (Treaty on the Law of Trademarks, TLT) があるが、STLTは、商標法条約の基本的内容をベースに、さらに、電子出願への対応、手続の期間を守れなかった場合の救済措置、ライセンス（使用権）等の登録手続の共通化、総会の設立等の規定を加えたものである。
2008年12月16日にオーストラリアが批准書を寄託して締約国が10ヶ国になったため、その3ヶ月後の2009年3月16日に発効した。2016年1月時点の締約国は42ヶ国・機関。
日本は、2016年3月11日に加入書を寄託し、STLTは同年6月11日に日本について効力が生じた。